# المنقم (فرع العدين)

تعديل مصدري - تعديل

المنقم محلة تابعة لقرية المداد، التابعة لعزلة بني يوسف بمديرية فرع العدين إحدى مديريات محافظة إب في الجمهورية اليمنية، بلغ تعداد سكانها 94 حسب تعداد اليمن لعام 2004.